# Xeroporcellio pandazisi
Xeroporcellio pandazisi is een pissebed uit de familie Scleropactidae. De wetenschappelijke naam van de soort is voor het eerst geldig gepubliceerd in 1954 door Strouhal.